# 석호 (후조)
석호(石虎, 295년 ~ 349년, 재위：334년 ~ 349년)는 중국 오호 십육국 시대 후조의 제3대 황제이다. 자는 계룡(季龍), 묘호는 태조(太祖), 시호는 무황제(武皇帝)이다.

## 즉위 이전
석호는 석륵의 조카로 295년에 태어났다. 아버지는 구멱(寇覓)이며, 석륵의 아버지 주갈주(周曷朱)가 석호를 아들로 삼았다. 그래서 석호와 석륵이 형제로 기록되기도 한다. 태안 연간(302년 ~ 303년)에 기근이 들어 갈족이 뿔뿔이 흩어졌을 때 석륵과 헤어져 석륵의 모친과 함께 살았다. 311년, 병주자사 유곤(劉琨)이 석륵의 모친과 석호를 찾아 석륵에게 송환하면서 서진으로 망명할 것을 제안하였으나 석륵은 석호와 모친을 거두고 망명 제의는 거절하였다.
석호는 천성이 잔인하고 무도하여 석륵의 군중에서도 많은 물의를 일으켰다. 이에 석륵은 석호를 죽이려고 하였으나 모친이 반대하여 그만두었다. 석호가 장성하여 군사적 재능이 뛰어났기 때문에 석륵은 석호를 장군으로 삼고 총애하였다. 석호는 석륵의 휘하에서 많은 전공을 세웠으며, 319년에 석륵이 후조를 건국하자 중산공에 봉해졌고 최일선에서 활약하였다. 325년에 전조의 군대가 낙양을 포위하자 이를 구원하기 위해 출진하여 크게 승리하였으며, 328년에는 전조의 거점 병주를 공략하였다. 329년에는 장안을 함락하고 진주를 공략하여 전조를 멸망시켰다. 330년에 석륵이 황제에 즉위하자 중산왕에 봉해졌으며, 후조에서 가장 강력한 세력을 가지고 있어 석륵과 신하들이 경계하였다.
333년에 석륵이 병에 걸려 몸져 눕자, 석호는 궁궐을 장악하고 석륵의 병상을 통제하여 국권을 장악하였다. 7월에 석륵이 사망하자, 석호는 태자 석홍을 황제에 즉위시켜 꼭두각시 황제로 만들고 실권은 자신이 장악하였다. 또한 석륵의 자손들을 숙청하고 자신의 자손들을 종실왕에 책봉하여 권력을 공고하게 하였다. 석호의 전횡에 반발하여 지방의 석륵계 종실왕들이 반란을 일으켰으나 석호가 모두 진압하였다. 이에 334년, 석홍은 석호에게 선양할 뜻을 비추었고, 처음에는 거절하였던 석호는 다시 조신들이 권하자 석홍을 폐위하고 자신은 섭정의 지위에서 다스릴 것을 천명하였다.

## 치세
거섭조천왕(居攝趙天王)이 되어 후조를 통치하게 된 석호는 양국과 업에 궁궐을 수축하고 황하에 다리를 놓는 등 무리한 토목공사를 일으켜 국력을 소모시켰으며, 사치와 향락에 빠지고 잔혹한 행동을 일삼았다. 한편, 석호는 석륵의 치세 때부터 유행하기 시작한 불교를 깊게 믿어 널리 포교하게 하였다. 이로 인해 석호의 치세에 불교가 널리 퍼졌다. 335년에는 수도를 업으로 옮겼고 337년에는 섭정을 그만두고 천왕에 즉위하였다.
석호는 주변의 여러 국가들에 대해서 원정을 실시하여 영토를 늘리기도 하였으나, 무리한 원정으로 인해 국력을 크게 소모시켰다. 338년에는 선비족 단부를 공격하여 멸망시켰으며, 곧바로 모용부의 전연을 공격하였으나 패배하였다. 339년에는 동진을 공격하여 수춘을 비롯하여 장강 이북을 대부분 점령하였다. 340년에 다시 전연을 공격하기 위하여 징병과 물자 징발을 가혹하게 실시하여 백성들이 많이 피폐해졌다고 한다. 그러나 이렇게 준비한 전쟁은 흐지부지하게 끝났다. 342년에는 동진을 공격하기 위해 다시 가혹한 징병과 징발을 실시하였으나 징조가 좋지 않다고 하여 그만두었다. 346년부터 전량을 공격하여 일부 영토를 점령하였으나, 강력한 저항에 부딪혀 전선은 교착 상태에 빠져들었다.
한편 후조는 석호의 아들들이 벌인 후계자 분쟁으로 인해 여러차례 잔혹한 숙청이 벌어지기도 하였다. 337년에는 태자 석수(石邃)가 반란을 일으키려 하여 석수와 그의 자손 수십 명을 잔혹하게 살해하였고, 348년에는 태자 석선(石宣)이 석호가 총애하는 아들 석도(石韜)를 살해하자 크게 분노하여 석선과 그의 자손 수십 명을 살해하고 동궁의 수비군 10만 명을 양주로 유배시켰다. 이 과정에서 석호가 총애하던 손자가 참혹하게 처형되었고, 이에 충격을 받은 석호는 병에 걸려 쇠약해졌다.
이때 양주로 유배된 동궁 수비군 10만 명이 반란을 일으켜 관중을 장악하였다. 반란군은 크게 위세를 떨쳐 한때 업에까지 육박하였으나 요익중이 이를 진압하였다. 그러나 이 반란군의 기세에 위축된 석호는 더욱 쇠약해졌다. 석세가 태자로 책봉되고, 석호는 후계자를 위해 여러 아들들을 요충지에 진수(鎭守)시키고 요직에 임명하였다. 349년 정월에 석호는 황제에 즉위하였다. 그러나 얼마 후 석호는 병으로 몸져 누웠으며, 이때를 틈타 석세의 일파인 장시(張豺) 등은 요직에 있는 석호의 자식들을 숙청하여 석세의 독재체제를 구축하려 하였다.
석호는 349년 4월에 사망하였다.
당나라 때 편찬된 《진서》는 석호의 이름이 당 고조 이연의 부친 이호(李虎)의 휘에 저촉되기 때문에 피휘하여 석호의 자인 계룡으로 표기하였다.
| 전임 석륵 | 후조의 천왕 334년~349년 | 후임 - |

| 전임 석홍 | 제3대 후조 황제 349년 | 후임 석세 |